# Mycomya amgulata
Mycomya amgulata är en tvåvingeart som först beskrevs av Adams 1903.  Mycomya amgulata ingår i släktet Mycomya och familjen svampmyggor.
Artens utbredningsområde är Colorado. Inga underarter finns listade i Catalogue of Life.